# Willi Weiß
Willibald „Willi“ Weiß (* 4. Mai 1956 in Franken) ist ein deutscher Arzt und ehemaliger Handballspieler.

## Leben
Willi Weiß spielte zunächst beim TSV Milbertshofen, bevor er 1976 zu Frisch Auf Göppingen wechselte, für den er bis 1987 in der ersten und zweiten Bundesliga auflief. Außerdem bestritt der 2,04 Meter große Rückraumspieler 15 Länderspiele für die Deutsche Männer-Nationalmannschaft.
Parallel dazu studierte Weiß ab 1977 Medizin an den Universitäten Ulm und Freiburg. 1984 wurde er approbiert und 1986 an der Universität Würzburg mit der Arbeit Die Meniscusdiagnostik – Korrelation von klinischem Befund, Arthrographie, Arthroskopie in Bezug auf den Arthrotomiebefund am Beispiel der Meniscusläsionen im Kniegelenk promoviert. Nach einer Ausbildung zum Notarzt folgte 1993 die Niederlassung als Kassenarzt. 1995 gründete Weiß in Göppingen ein ambulantes OP-Zentrum.
Weiß’ Sohn Dominik spielt ebenfalls Handball – in der 1. Bundesliga zuletzt für den TVB 1898 Stuttgart und bestritt am 2. November 2016 sein erstes Länderspiel für die Nationalmannschaft.